# Carcelia atricans
Carcelia atricans là một loài ruồi trong họ Tachinidae.